# Rivière de la Paix
Pour les articles homonymes, voir Peace River.

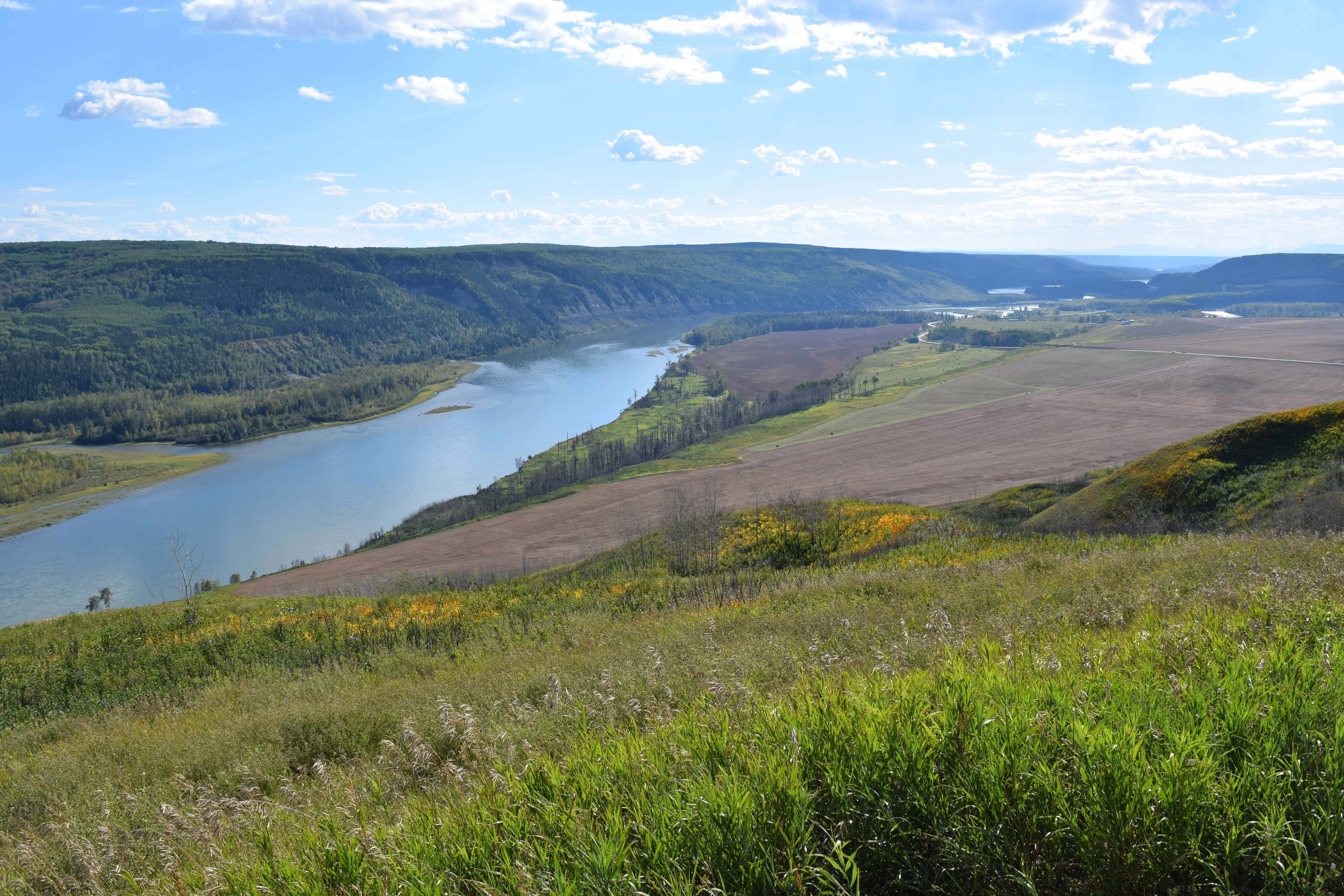

La rivière de la Paix (Peace River en anglais) est un cours d'eau canadien qui prend sa source dans la province de Colombie-Britannique au sein des Rocheuses canadiennes, puis se dirige vers le nord de la province de l'Alberta pour se jeter dans la rivière des Esclaves à proximité du lac Athabasca, à la frontière nord avec la Saskatchewan. Une retenue d'eau a été formée sur son cours supérieur donnant naissance au plus grand lac de Colombie-Britannique, le lac Williston, dont elle est devenue un exutoire.
La longueur de la rivière de la Paix est de 1 521 km depuis sa sortie du lac Williston, elle s'élève à 1 923 km si on la mesure depuis l'embouchure de la rivière Finlay (Finlay River). Son bassin versant draine une superficie de 1 805 200 km2.

## Parcours de la rivière de la Paix
Le tracé de la rivière démarre à l'extrémité est du lac Williston, juste après le barrage W. A. C. Benett. qui date de 1968. Après la traversée de Dinosaur Lake qui lui sert de réservoir, le cours d'eau se dirige globalement vers l'est et traverse la frontière avec l'Alberta. Elle continue de couler vers l'est jusqu'aux villes de Peace River et Grande Cache où elle est rejointe par un de ses affluents, la rivière Smoky (Smoky River). Elle change alors de direction pour s'orienter vers le nord en faisant des méandres. Arrivée à la hauteur du hameau de Fort Vermilion (le plus ancien peuplement européen de l'Alberta), elle infléchit son cours à nouveau vers l'est à travers le Wood Buffalo National Park pour rejoindre la rivière des Esclaves à Peace Point.
De l'ouest vers l'est, les principaux affluents de la rivière de la Paix sont les rivières Murray et Beatton en Colombie-Britannique et les rivières Smoky et Wabasca en Alberta.

## Toponyme
Le toponyme Peace River a été officiellement adopté par le Geographic Board of Canada le 20 juin 1962. Il a été approuvé, ainsi que son équivalent français « Rivière de la Paix », comme nom d'intérêt pancanadien le 23 novembre 1983.